# 摩拉門青峰
摩拉門青峰（Molamenqing，或 Phola Gangchen）是西藏的一座山峰，位於喜馬拉雅山脈，距離與尼泊爾接壤邊境僅數公里，海拔高度7,703米，是全球第37高山峰，新西蘭攀山隊在1981年首次登上該山峰。